# Park Narodowy Gunung Palung
Park Narodowy Gunung Palung (indonez. Taman Nasional Gunung Palung) – park narodowy ulokowany na indonezyjskiej wyspie Borneo w jej zachodniej części (w Kalimantanie).
Początkowo obszar objęty obecnie parkiem narodowym został w 1937 ustanowiony rezerwatem przyrody (nature reserve). Miał wtedy powierzchni 30 tys. hektarów. W 1981 zmieniono rangę na rezerwat dzikiej przyrody (wildlife reserve), a obszar parku zwiększono do 90 tys. hektarów. 24 marca 1990 uznano obszar za park narodowy. 

## Warunki naturalne
W Parku Narodowym Gunung Palung leży najobszerniejszy w całym Kalimantanie obszar leśny złożony głównie z dwuskrzydlcowatych. Około 65% powierzchni parku zajmują lasy pierwotne. Prócz lasów deszczowych rosną tu m.in. namorzyny, nad brzegiem rzek zarośla reofitów i lasy aluwialne. Z występujących w parku roślin można wymienić storczyka Coelogyne pandurata, Dyera costulata, Gonystylus bancanus, Agathis borneensis, Alstonia scholaris, Gluta renghas, Eusideroxylon zwageri, przedstawicieli Bruguiera, lumnicery (Lumnitzera), korzeniary (Rhizophora) i Sonneratia.

## Fauna
Z naczelnych występują tu m.in. nosacz sundajski (Nasalis larvatus), langur kasztanowy (Presbytis rubicunda), orangutan borneański (Pongo pygmeus), gibbon czarnoręki (Hylobates agilis), a z innych ssaków – kistkowiec frędzlouchy (Rheithrosciurus macrotis), biruang malajski (Helarctos malayanus), pantera mglista (Neofelis nebulosa). Występuje tu również ryba arowana azjatycka (Scleropages formosus) i krokodyl gawialowy (Tomistoma schlegelii).

### Awifauna
Od 2004 BirdLife International uznaje park za ostoję ptaków IBA. Wymienia 12 gatunków, które zaważyły na tej decyzji. Należą do nich zagrożone gatunki – wieloszpon białobrody (Polyplectron schleiermacheri), bocian garbaty (Ciconia stormi). Kilka jest narażonych na wyginięcie, są to: kiściec żółtosterny (Lophura erythrophthalma), czarnopiór (Melanoperdix niger), marabut jawajski (Leptoptilos javanicus), wojownik mały (Nisaetus nanus), treron wielki (Treron capellei), kukal krótkopalcowy (Centropus rectunguis), kurtaczek czwerwonogrzbiety (Pitta baudii), szczeciak hakodzioby (Setornis criniger) oraz białopiórek kasztanowaty (Ptilocichla leucogrammica). Jeden spośród wymienionych gatunków, zimorodek modropierśny (Alcedo euryzona), jest krytycznie zagrożony.